# Aufstellung (Bibliothekswesen)
Eine Aufstellung regelt die Reihenfolge, nach der der Bestand einer Bibliothek aufgestellt wird. 

## Aufstellungsarten
Der Bestand kann nach seiner Größe geordnet aufgestellt werden. Man misst dazu die Größe der einzelnen Exemplare und teilt sie nach ihrer Höhe und Breite verschiedenen Gruppen zu.
Formale Kriterien der Aufstellung – man spricht dann von mechanischer Aufstellung – sind beispielsweise das Bearbeitungsdatum (Numerus-currens-Aufstellung) oder der Verfassername.
Bei der systematischen Aufstellung ordnet man die Exemplare einem Fachgebiet zu, unter dem es aufgestellt wird.
Bei der Gruppenaufstellung kombiniert man die mechanische und die systematische Aufstellung, indem sie die Bücher zuerst Fachgebieten zuordnet und innerhalb der Fachgebiete nach formalen Kriterien (etwa nach Numerus-currens) sortiert. Die Gruppenaufstellung verwendet man heute vor allem für Freihandaufstellungen.